# Tuyến Ansan
Tuyến Ansan là tuyến tàu điện ngầm vận hành bởi Tàu điện ngầm Seoul, Seoul, Hàn Quốc. Nó là một phần của Tuyến 4.

## Bản đồ tuyến
|  |

|  |

|  |  |  |

|  |

|  |

|  |

|  |

|  |

|  |

|  |

|  |

|  |

|  |

|  |

|  |

|  |

|  |

|  |

|  |

|  |  |  |

|  |  |  |

|  |  |  |

|  |  |  |

|  |  |  |  |  |

|  |  |  |

|  |  |  |

|  |  |  |

|  |  |  |

|  |  |  |

|  |  |  |

|  |  |  |

|  |  |  |

|  |  |  |

|  |

|  |

|  |

|  |  |  |

|  |

|  |

|  |

|  |

|  |

|  |

|  |

|  |

|  |

|  |

|  |

|  |

|  |

|  |

|  |

|  |

|  |  |  |

|  |  |  |

|  |  |  |

|  |  |  |

|  |  |  |  |  |

|  |  |  |

|  |  |  |

|  |  |  |

|  |  |  |

|  |  |  |

|  |  |  |

|  |  |  |

|  |  |  |

|  |  |  |

|  |

## Ga
| Số ga                                | Tên ga                               | Tên ga                               | Tên ga                               | Chuyển tuyến                         | Dịch vụ tốc hành                     | Khoảnh cách                          | Tổng khoảng cách                     | Vị trí                               | Vị trí                               |
| Số ga                                | Tiếng Anh                            | Hangul                               | Hanja                                | Chuyển tuyến                         | Dịch vụ tốc hành                     | Khoảnh cách                          | Tổng khoảng cách                     | Vị trí                               | Vị trí                               |
| ↑ Tuyến Gwacheon Hướng đi ga Beomgye | ↑ Tuyến Gwacheon Hướng đi ga Beomgye | ↑ Tuyến Gwacheon Hướng đi ga Beomgye | ↑ Tuyến Gwacheon Hướng đi ga Beomgye | ↑ Tuyến Gwacheon Hướng đi ga Beomgye | ↑ Tuyến Gwacheon Hướng đi ga Beomgye | ↑ Tuyến Gwacheon Hướng đi ga Beomgye | ↑ Tuyến Gwacheon Hướng đi ga Beomgye | ↑ Tuyến Gwacheon Hướng đi ga Beomgye | ↑ Tuyến Gwacheon Hướng đi ga Beomgye |
| ------------------------------------ | ------------------------------------ | ------------------------------------ | ------------------------------------ | ------------------------------------ | ------------------------------------ | ------------------------------------ | ------------------------------------ | ------------------------------------ | ------------------------------------ |
| 443                                  | Geumjeong                            | 금정                                 | 衿井                                 | (P149)                               | ●                                    | 0.0                                  | 0.0                                  | Gyeonggi-do                          | Gunpo-si                             |
| 444                                  | Sanbon                               | 산본                                 | 山本                                 |                                      | ●                                    | 2.3                                  | 2.3                                  | Gyeonggi-do                          | Gunpo-si                             |
| 445                                  | Surisan                              | 수리산                               | 修理山                               |                                      | \|                                   | 1.1                                  | 3.4                                  | Gyeonggi-do                          | Gunpo-si                             |
| 446                                  | Daeyami                              | 대야미                               | 大夜味                               |                                      | \|                                   | 2.6                                  | 6.0                                  | Gyeonggi-do                          | Gunpo-si                             |
| 447                                  | Banwol                               | 반월                                 | 半月                                 |                                      | \|                                   | 2.0                                  | 8.0                                  | Gyeonggi-do                          | Ansan-si                             |
| 448                                  | Sangnoksu                            | 상록수                               | 常綠樹                               |                                      | ●                                    | 3.7                                  | 11.7                                 | Gyeonggi-do                          | Ansan-si                             |
| 449                                  | Đại học Hanyang tại Ansan            | 한대앞                               | 漢大앞                               | (K251)                               | \|                                   | 1.5                                  | 13.2                                 | Gyeonggi-do                          | Ansan-si                             |
| 450                                  | Jungang                              | 중앙                                 | 中央                                 |                                      | ●                                    | 1.6                                  | 14.8                                 | Gyeonggi-do                          | Ansan-si                             |
| 451                                  | Gojan                                | 고잔                                 | 古棧                                 |                                      | \|                                   | 1.4                                  | 16.2                                 | Gyeonggi-do                          | Ansan-si                             |
| 452                                  | Choji                                | 초지                                 | 草芝                                 | (S26)                                | ●                                    | 1.5                                  | 17.7                                 | Gyeonggi-do                          | Ansan-si                             |
| 453                                  | Ansan                                | 안산                                 | 安山                                 |                                      | ●                                    | 1.8                                  | 19.5                                 | Gyeonggi-do                          | Ansan-si                             |
| 454                                  | Neunggil                             | 신길온천                             | 新吉溫泉                             |                                      | \|                                   | 2.2                                  | 21.7                                 | Gyeonggi-do                          | Ansan-si                             |
| 455                                  | Jeongwang                            | 정왕                                 | 正往                                 |                                      | ●                                    | 2.9                                  | 24.6                                 | Gyeonggi-do                          | Siheung-si                           |
| 456                                  | Oido                                 | 오이도                               | 烏耳島                               | (K258)                               | ●                                    | 1.4                                  | 26.0                                 | Gyeonggi-do                          | Siheung-si                           |